# Strekov
Strekov (do roku 1948 Kerť, maďarsky Kürth) je obec na Slovensku v okrese Nové Zámky. Žije v něm přibližně 1 900 obyvatel, převážně maďarské národnosti.

## Historie
První písemná zmínka o obci pochází roku 1156, kde je uváděná jako Kurt, kdy patřila ostřihomské kapitule, a později nesla název Kurth, od roku 1927 Kerť a od roku 1948 nese název Strekov.
Obec byla v roce 1609 zničena Turky a v roce 1683 vojskem Jana Sobieského, když se vracel z bitvy u Kahlenbergu. V roce 1715 byla v obci vinice a 16 domácností a v roce 1787 zde žilo 476 obyvatel v 70 domech. V roce 1828 žilo 605 obyvatel v 80 domech. V obci byla v roce 1850 postavena železniční stanice na trati z Bratislavy do Budapešti.
V období 1938–1945 byla obec připojena k Maďarsku. V roce 1947 na základě Benešových dekretů proběhlo přesídlení maďarských obyvatel do Maďarska.
Hlavní obživou místních obyvatel bylo zemědělství, tkalcovstvím a výrobou bot.

## Poloha
Obec leží v Podunajské nížině na západním úpatí Pohronské pahorkatiny ve sníženině potoka Paríž. Pahorkatina ve východní části území s akátovými a dubovými lesíky na strmějších svazích je tvořena neogenními mořskými uloženinami. Terasovitá západní část území je pokryta písčitou spraší a navátými písky. Nadmořská výška území se pohybuje v rozmezí 125 až 230 m, střed obce je ve výšce 132 m. Niva potoka Paríž je jihovýchodně od vesnice součástí chráněného areálu Alúvium Paríža. Do správního území obce zasahuje část ptačí oblasti Parížske močiare.
Rozloha obce je 4105,46 ha z toho je:
- 3103,99 ha orná půda,
- 186,21 ha vinic,
- 2837,93 ha lesy,
- 58,48 ha zahrady a ovocné sady
- 85,55 ha travnaté pozemky
- 119,62 ha vodní plocha
- 231,05 ha zastavěná plocha
- 36,76 ostatní plocha

Obec sousedí na severu s obcí Rúbaň, na severovýchodě s obcí Svodín, na jihu s obcemi Nová Vieska a Bátorové Kosihy na západě s obcí Pribeta.

## Pamětihodnosti
- Římskokatolický barokní kostel Všech svatých z roku 1755 přestavěný v roce 1929.[7]
- Křížová cesta s kaplí Jména Panny Marie z roku 1857 v Ciglédu. Jedná se o významné poutní místo. Kalvárie zde byla vybudována v roce 1933.
- Lidový dům s hospodářskou částí z 20. let 20. století.[8]
- Je zde naučná stezka Strekov–Svodín – výchozím a cílovým místem naučné stezky, o celkové délce 9,3 km, jsou kostely v obcích Strekov a Svodín. Na trase je osazeno šest informačních panelů. Obsahové náplně panelů jsou zaměřeny na vzácné druhy fauny a květeny, poutní místo Cigléd, lidové tradice a pamětihodnosti obcí Strekov a Svodín.[9]